# Montagne noire (race ovine)
Pour les articles homonymes, voir Montagne Noire.
La race montagne noire est une race ovine française originaire de la Montagne Noire, massif montagneux escarpé entre les départements du Tarn et de l'Aude.

## Histoire
Elle fait partie de la famille historique des moutons élevés pour la production du fromage de roquefort. À ce titre, c'est une cousine de la lacaune. Lors de la création de cette race, plusieurs familles ont disparu, absorbées par la lacaune. 
Autrefois, de la plaine ariégeoise jusqu'au Gers, nombre d'élevages était destinés à l'engraissement de moutons originaires des Pyrénées (Couserans et Haute-Ariège) et des contreforts du Massif central. (Montagne noire et Lauragais) Quelques troupeaux de montagne noire ont perduré dans l'Ariège : dans cette zone, leur capacité laitière et leur conformation bouchère en avait fait une bonne race mâle pour donner de jolis agneaux sur les femelles des races locales : castillonaise ou tarasconnaise.  
Même dans ce rôle, elles ont été supplantées par des races bouchères plus efficaces.

## Morphologie

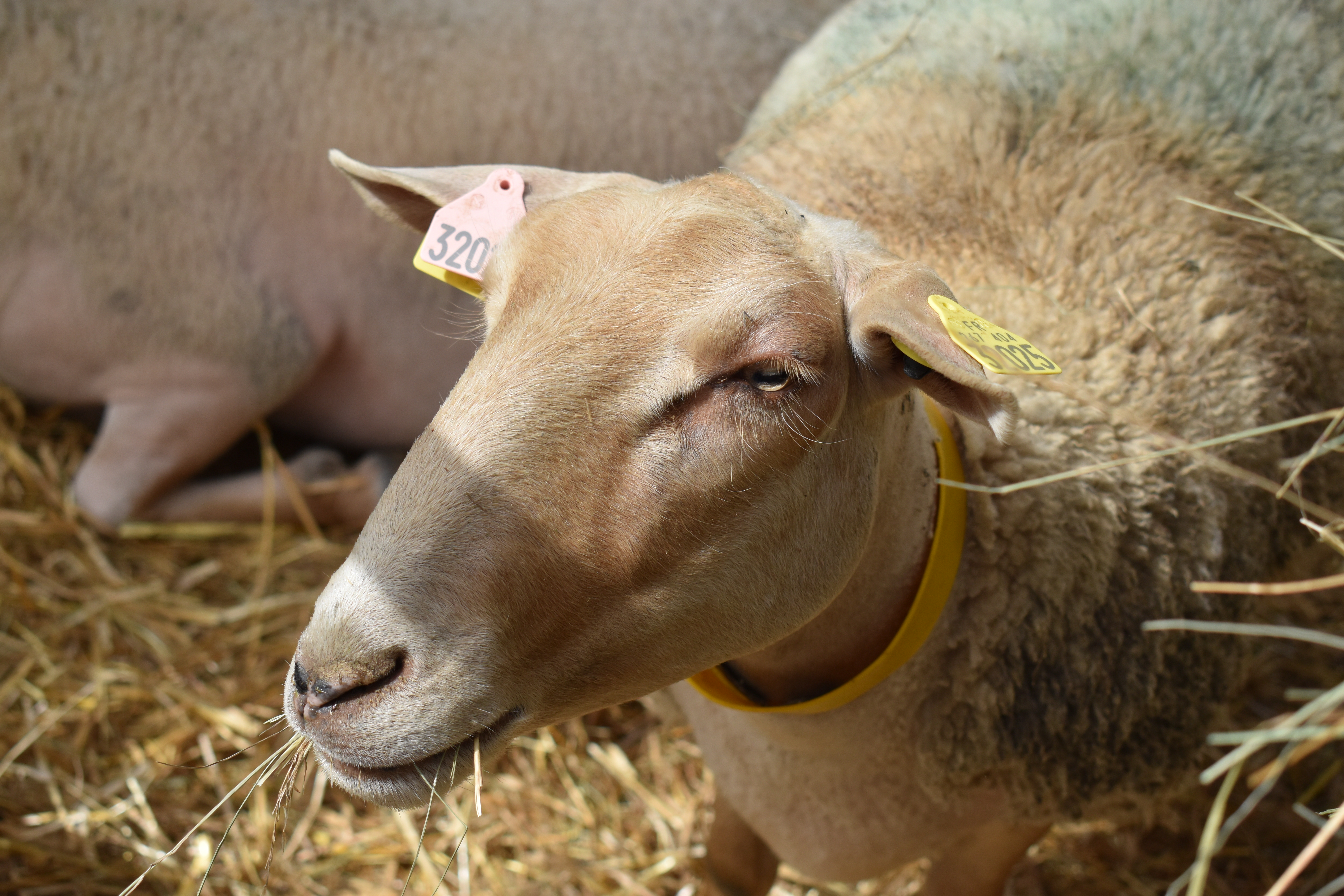
Tête de brebis.

C'est une race de taille moyenne, à la toison blanche limitée au dos et aux flancs, parfois réduite à une touffe sur le dos en forme de selle. La tête, le ventre et les pattes ont un poil court. La tête est fréquemment mouchetée. 
L'animal est assez petit à cause de courtes pattes, mais il est musclé, avec des épaules et gigots larges. Le poids varie de 50 à 60 kg chez les femelles et 70 à 80 kg chez les mâles.

## Aptitudes
C'est une ancienne race mixte lait et viande, reconvertie à la viande. La brebis donne naissance à des agneaux bien conformés et les nourrit bien grâce à sa production laitière. Leur vitesse de croissance et supérieure à celle des races pyrénéennes. 
C'est une race mal adaptée à la marche en haute montagne. Elle est élevée en plaine ou moyenne montagne sans transhumance.

## Conservation
C'est une race à petit effectif, environ 2 000 animaux en 2011, non encore inscrite au registre national. Le travail en cours a recensé les élevages en race pure. Il se poursuit avec la mise en place de cahiers d'enregistrement et le typage des béliers vis-à-vis de la tremblante du mouton.

## Sources